# Norton Internet Security
Norton Internet Security (сокращённо NIS) — пакет безопасности, разработанный компанией Symantec. Включает в себя антивирус, брандмауэр, сканер электронной почты, фильтр спама, защиту от фишинга. Дополнительные функции, такие как, например, Родительский контроль, имеются в расширениях, разработанных компанией Symantec.
Доля Norton Internet Security составляла 61 % всего рынка аналогичного ПО в США в 2007 году.
Существуют версии для Windows и MAC.

## История версий для WINDOWS
В 1990 году компания Symantec приобрела компанию Питера Нортона Peter Norton Computing. Компания Peter Norton Computing занималась разработкой разнообразных приложений для DOS, в том числе и антивируса. Symantec продолжила развитие приобретенных технологий и начала выпускать программы с названием Norton и пометкой «от Symantec».
Пользователи версий 2006, 2007 и 2008 могут перейти на версию 2009, не покупая новой лицензии. Количество дней, оставшихся до окончания старой лицензии, не изменяется.

### Версия 2000 (1.0)
Версия 2000 официально появилась 10 января 2000 года. Файрвол Norton Internet Security был основан на межсетевом экране AtGuard, который был первоначально разработан WRQ Inc. и приобретен компанией Symantec

### Версия 2006 (13.0)
Версия 2006 официально появилась 26 сентября 2005 года.

### Версия 2007 (14.0)
Версия 2007 официально появилась 12 сентября 2006 года.

### Версия 2008 (15.0)
Версия 2008 официально появилась 28 августа 2007 года.

### Версия 2009 (16.0)
Версия 2009 официально появилась 8 сентября 2008 года. Из новых функций можно отметить «белый список» файлов, основанный на репутации файлов. Обновление вирусных баз занимает от 5 до 15 минут. В эту версию был интегрирован Norton Safe Web, предоставлявшийся ранее как отдельная услуга, зато была реинтегрирована фильтрация спама. По результатам тестов AV-Comparatives в феврале 2009 года Norton Internet Security обнаружил 98,7 % вирусов и получил 3 звезды безопасности. Но в эвристическом тесте NIS выловил только 35 % вирусов.
Системные требования для 32 битной Windows XP составляют: 300 МГц процессора, 256 Мб ОЗУ и 200 Мб свободного дискового пространства. Для 32 или 64 битной версии Windows Vista: 800 МГц процессора, 512 Мб ОЗУ и 200 Мб свободного дискового пространства.

### Версия 2010 (17.0)
Версия 2010 официально появилась 8 сентября 2009 года.

### Версия 2011 (18.0)
Версия 2011 официально появилась 31 августа 2010 года. Эта версия больше не поддерживает версии Windows ниже XP SP3. Изменения включают новый пользовательский интерфейс и улучшено сканирование интернет-сайтов на наличие вредоносных программ.

### Версия 2012 (19.0)
Версия 2012 официально появилась 6 сентября 2011 года. В Norton Internet Security 2012 появились новые возможности. Одна из них Download Insight 2.0, в ней появилась новая возможность и теперь она показывает ещё и стабильность загруженного файла. Это означает, что если файл стабилен на Windows 7, но нестабилен на Windows XP, то пользователи Windows XP будут уведомлены что этот файл нестабилен на данной системе. Ещё одна особенность — это обновлённый Sonar 4. Другим позитивным изменением является то, что Identity Safe и Safe Web, совместимы с Google Chrome. Пользовательский интерфейс также был упрощён.

### Версия 2016
Появилась проактивная защита от эксплойтов (PEP) и песочница, а также поддержка 64-битных браузеров. Система предотвращения вторжений (Intrusion Prevention System) теперь обнаруживает и предотвращает атаки в https-подключениях. Модуль пользовательского режима «Сканер статических данных» (Static Data Scanner) представляет модель усиленной безопасности, улучшенную эффективность защиты и оптимизированное потребление ресурсов. Полная совместимость с Windows 10 Anniversary Update

### Версия 2018
- Очистка Google Chrome Clean Up. Удаляет временные файлы, оставшиеся на компьютере после просмотра веб-сайтом с помощью браузера Google Chrome.
- Расширенные настройки защиты от уязвимостей. В меню Параметры доступна новая категория «Профилактика уязвимостей» с возможностью включать или выключать используемые техники для защиты от уязвимостей.
- Оптимизирован выбор большого набора резервных копий в операциях восстановления.

## История версий для MAC

### 4.0
Версия 4.0 была выпущена 18 декабря 2008 года. В настоящее время брандмауэр блокирует вредоносные сайты, используя обновляемый чёрный список от Symantec. Из этой версии был исключен iClean. В этом выпуске была представлена хорошая защита от фишинга.
Системные требования: Mac OS X 10.4.11, PowerPC или Intel Core процессоров, 256 Мб ОЗУ и 150 Мб свободного дискового пространства.

## Награды
- Gold Personal IDS/IPS Award (июнь 2011)[12]